# Mars Callahan
Mars Callahan (* 1971 in Studio City, Kalifornien) ist ein US-amerikanischer Schauspieler und Filmregisseur. Bekannt ist er unter anderem aus dem Film Poolhall Junkies, wo er als Regisseur und Schauspieler mitwirkt.
Im Alter von elf Jahren tourte Callahan singend und tanzend mit einer Kindermusicalgruppe durch 37 US-Bundesstaaten. Mit 15 Jahren bekam er bereits eine Rolle in der Fernsehserie The Wonder Years angeboten, die er auch annahm. Danach bekam er mehrere kleinere Filmrollen. 1998 inszenierte und drehte Callahan erstmals selbst einen Film, den Kurzfilm The Red Bag.

## Filmografie (Auswahl)
- 1991: Highway zur Hölle (Highway to Hell)
- 1993: Kalifornia
- 1994: Clifford
- 1996: That Thing You Do!
- 2001: Zigs
- 2002: Poolhall Junkies
- 2007: What Love Is
- 2016: Four Kings